# Слана
 Тази статия е за вида валеж.  За реката в Централна Европа вижте Слана (река).  
Сланата е вид нисък, хоризонтален валеж.
Образува се при силно нощно излъчване от земната повърхнина при температура под 0 °C. Водната пара от въздуха, който допира изстудената земната повърхност, сублимира върху нея във вид на ледени кристали. Възможно е да се образува слана и върху снежна покривка.
Сланата е вредна за растенията, защото причината за увреждането им е понижената температура под 0 °C. Сланата намалява вредните последици, тъй като при образуването ѝ се отделя топлина.
Първите есенни слани в България са с най-голяма честота през първата половина на октомври. Понякога се проявяват през последното десетдневие на септември. Най-ранната и най-късната есенна слана са регистрирани в град Трън.